# Trump (Motorradhersteller)

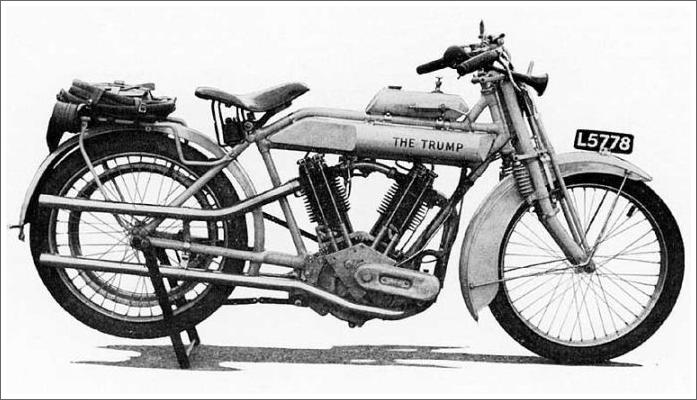
Trump-JAP (1912)

Trump war ein englischer Motorradhersteller in Weybridge (Surrey), später in Birmingham, der von 1906 bis 1923 bestand.

## Geschichte und Technik
Die Gründer waren Angus Maitland und Frank McNab, die Einbaumotoren von J.A.P., Anzani und später auch Zweitaktmotoren (PeCo) für ihre Ein- und Zweizylindermotorräder – überwiegend für Rennen entwickelte Modelle – verwendeten. Die Nähe zu Brooklands erlaubte die Entwicklung auf der Rennstrecke. 1909 fuhr McNab auf einer Einzylinder-Trump mit 48 Meilen einen Stundenrekord. Die Rennfahrerin Gwenda Hawkes brach 1922 den 24-Stunden-Rekord, ebenfalls auf einer Trump-JAP. In der zweiten Hälfte des Ersten Weltkriegs wurde die Produktion eingestellt und später in Birmingham bis zum Ende wieder aufgenommen.